# Manifesto abusivo
Manifesto abusivo è il settimo studio album del cantautore italiano Samuele Bersani, pubblicato il 2 ottobre 2009 dalla Fuori Classifica Edizioni Musicali.

## Tracce
Testi di S. Bersani (eccetto la traccia 9).
1. Un periodo pieno di sorprese – 4:10 (musica: S. Bersani)
2. Pesce d'aprile – 4:00 (musica: S. Bersani)
3. Lato proibito – 3:44 (musica: S. Bersani)
4. A Bologna – 5:02 (musica: S. Bersani)
5. Anche Robinson Crusoe – 4:09 (musica: S. Bersani)
6. Ferragosto – 3:47 (musica: Sergio Cammariere)
7. Manifesto abusivo – 4:28 (musica: S. Bersani)
8. Valzer nello spazio – 3:34 (musica: S. Bersani)
9. Ragno – 2:57 (A. Conte)
10. Fuori dal tuo riparo – 4:05 (musica: S. Bersani - D. Beatino)
11. 16:9 – 3:42 (musica: S. Bersani - D. Beatino)

Durata totale: 43:38
Una traccia aggiuntiva è stata pubblicata solo su iTunes, si tratta della cover de "Il bombarolo", scritta da Fabrizio De André.
Ferragosto è la cover di un brano scritto da Sergio Cammariere, già presente nell'album Sul sentiero del 2004.

## Formazione
- Samuele Bersani – voce
- Tayone – scratch
- Matteo Di Francesco – batteria
- Davide Bertuccia  – chitarra, cori, basso
- Pacifico – chitarra, cori
- Giampiero Grani – sintetizzatore, chitarra.
- Bruno Mariani – chitarra, programmazione
- Roberto Molinari – batteria
- Carlo Di Francesco – percussioni
- Paolo Costa – basso
- Lele Melotti – batteria
- Jimmy Villotti – chitarra
- Fabio Tricomi – percussioni
- Davide Beatino – chitarra
- Tony Pujia – chitarre
- Ferruccio Spinetti – contrabbasso
- Valentino Corvino – violino
- Francesco Marini – violoncello
- Piero Salvatori – violoncello
- Mauro Malavasi – tromba
- Mario Caporilli – tromba
- Palmiro Dal Brocco – trombone
- Claudio Pizzale – flauto, sassofono soprano
- Marco Guidolotti – sassofono baritono, flauto, clarinetto
- Alessio Caccialemani – fagotto
- Lucio Dalla – cori

## Classifiche
| Classifica (2009) | Posizione massima |
| ----------------- | ----------------- |
| Italia            | 6                 |